# WiX

WiX윅스 (Windows installerXML)는 XML 선언형 코드로 MSI 인스톨러를 생성하는 도구이다. MSI팀의 개발자인 Rob Mensching이 개발하여 오픈소스로 공개하였다. 마이크로소프트의 일부 소프트웨어에서도 사용하고 있다.

## 같이 보기
- XML